# Guttus tintinnabula
Il guttus tintinnabula era un antico oggetto dedicato ai neonati, che combinava sia le funzioni di biberon (guttus), che di strumento di gioco (tintinnabula).

## Descrizione
La presenza dei gutti (singolare: guttus, cioè "vaso da cui il liquido fuoriusciva a goccia a goccia" [gutta=goccia]) nelle culture antiche, ed in particolare tra quelle magnogreche, era assai diffusa, in quanto tali oggetti venivano destinati agli usi più diversi. Servivano, in particolare, per la conservazione di profumi ed oli, ed anche per portare a tavola l'acqua con cui consentire all'ospite di lavarsi le mani.
Il guttus tintinnabula aveva la particolarità di fungere da vero e proprio biberon, dato che diversamente dai gutti normali il beccuccio d'uscita aveva un diametro assai limitato. Inoltre, il corpo cavo del vaso, destinato a contenere il latte, racchiudeva altresì alcuni oggetti di piccole dimensioni e di diversa natura. Una volta finito il latte, tali oggetti erano liberi di muoversi, ed agitando il guttus si otteneva un rumore tintinnante (da cui il termine tintinnabula), che serviva ad intrattenere il neonato. Ad accrescere l'attrattività per il bambino, il guttus aveva spesso forma di animale, in particolare di maialino.
Un esemplare in eccellente stato di conservazione, databile al V-IV secolo avanti Cristo, ed attribuibile all'antico popolo dei messapi, è stato ritrovato a Manduria come parte del corredo funerario di una tomba, nel luglio 2013.